# 나의 서른에게
《나의 서른에게》(29+1)는 2017년에 개봉한 홍콩의 영화이다.

## 줄거리
포기하기엔 어리고 도전하기엔 너무 커버린 스물 아홉, 곧 다가올 서른을 맞이하는 나이와 생일이 같은 두 여자의 이야기이다.

## 출연진
- 주수나 - 임약군 역
- 정흔의 - 황천락 역
- 채한억
- 양조요
- 금연령
- 갈민휘 - 택시 운전사 역
- 임해봉 - 미스터 렁 역
- 탕이